# Monumento a Nathan Bedford Forrest (Memphis)
El Monumento a Nathan Bedford Forrest es una escultura de bronce que estaba ubicada en la ciudad de Memphis, en el estado de Tennessee (Estados Unidos). Fue diseñada por Charles Henry Niehaus, uno de los escultores más destacados en la historia de Estados Unidos, quien recibió por este 25 000 dólares en 1901 (unos 676 000 dólares en 2021) y todo recaudado de donaciones privadas. Representa al teniente general de los Estados Confederados de América y líder del Ku Klux Klan, Nathan Bedford Forrest, montado sobre un caballo, vestido con un uniforme del Ejército de los Estados Confederados. Anteriormente se instaló en Forrest Park (cambiado a Health Sciences Park en 2013). La estatua fue fundida en París. Forrest y su esposa están enterrados frente al monumento, luego de haber sido trasladados allí desde el cementerio de Elmwood en una ceremonia el 11 de noviembre de 1904. La primera piedra del monumento se colocó el 30 de mayo de 1901 y el monumento se inauguró el 16 de mayo de 1905. Fue retirado el 20 de diciembre de 2017 y actualmente está en posesión de los Sons of Confederate Veterans.

## El monumento
El escultor Lorado Taft dijo de la estatua, "tanto el jinete como el corcel han sido muy elogiados por su veracidad y vigor. Una fotografía de la modelo promete una de las mejores estatuas ecuestres del país". Para sí mismo, Taft lo etiqueta como "adecuado".
El monumento fue instalado gracias en parte a la esposa del juez Thomas J. Latham, Mary, quien era miembro de las Hijas Unidas de la Confederación.

## Reubicación
Un intento de 2015 por parte del Ayuntamiento de Memphis de retirar la estatua fue bloqueado por la Comisión Histórica de Tennessee en 2016. En septiembre de 2017, el Ayuntamiento de Memphis aprobó una ordenanza para retirar las estatuas confederadas de los parques públicos, incluido el Monumento a Nathan Bedford Forrest y el Monumento a Jefferson Davis, después del 13 de octubre de 2017, debido en parte al aumento del gasto policial, para controlar a los manifestantes y anti. -manifestantes, desde la manifestación Unite the Right de agosto.
El 20 de diciembre de 2017, el Concejo Municipal de Memphis aprobó por unanimidad la venta de Health Sciences Park a Memphis Greenspace por 1000 dólares, lo que permitió a Memphis Greenspace eliminar el monumento. El monumento, junto con una estatua de Jefferson Davis, fueron retirados esa noche. En mayo de 2018, el Memphis Flyer informó que Memphis Greenspace planea vender el Monumento a Nathan Bedford Forrest y la estatua de Davis. Los compradores potenciales deben ser organizaciones sin fines de lucro que aceptarán mantener las estatuas y exhibirlas en público en algún lugar fuera del condado de Shelby. El mes siguiente, The Daily News reveló que Memphis Greenspace había recibido numerosas ofertas para tomar las estatuas de Forrest y Davis, incluso de legisladores de Tennessee, sitios asociados con la Guerra de Secesión, la Biblioteca y Museo Presidencial de Jefferson Davis y la ciudad de Savannah.